# Выльгорт (Усть-Куломский район)
 Выльгорт  — деревня в Усть-Куломском районе Республики Коми. Входит в сельское поселение Помоздино.

## География
Расположена на правом берегу реки Вычегда на расстоянии примерно 61 км по прямой от районного центра села Усть-Кулом на север-северо-восток.

## История
Название происходит от коми слов выль (новый) и горт (дом, жилище), то есть «новый дом, новое жилище, новое селение». Известна с 1782 года как деревня Выльгортская, 26 дворов, 172человека. В 1859 — 57 дворов, 461 житель, в 1916 — 113 дворов, 556 человек, в 1926 — 130 дворов, 642 человека. В 1970 в Выльгорте жили 776 человек, в 1989 — 677 человек, в 2000 — 699 человек.

## Население
Постоянное население составляло 642 человека (коми 94 %) в 2002 году, 491 в 2010.